# نصيرة بغداد عزايج
نصرية بغداد عزايج (من مواليد 29 أكتوبر 1971) هي عداءة جزائرية.

## مسيرتها الرياضية
تُوجت بطولة إفريقيا لنصف الماراثون|بطلة إفريقيا في نصف الماراثون عام 1999 في جيجل، وحصلت على الميدالية الفضية في نصف الماراثون في دورة الألعاب العربية 1999، وفازت بالألقاب الفردية والفرق في اختراق الضاحية للمسافات القصيرة والطويلة في البطولة العربية لاختراق الضاحية عام 2002 في عمان.
شاركت في سباق 10000 متر للسيدات في الألعاب الأولمبية الصيفية 2000 في سيدني؛ وأُقصيت في التصفيات. كما شاركت في سباق الماراثون للسيدات في الألعاب الأولمبية الصيفية 2004 في أثينا لكنها لم تنه السباق.
هي بطلة الجزائر في سباق 1500 متر عام 1996، و5000 متر أعوام 1994، 1996، 2000 و 2001، و10,000 متر أعوام 1994، 1999 و 2004، وفي نصف الماراثون عامي 1997 و 1999، وفي اختراق الضاحية للمسافات الطويلة أعوام 1995، 1996، 1997، 1999، 2000، 2002، 2003 و 2004، وفي اختراق الضاحية للمسافات القصيرة أعوام 2001، 2002 و 2004.

## وصلات خارجية
نصيرة بغداد عزايج على موقع الاتحاد الدولي لألعاب القوى (الإنجليزية)
- نصيرة بغداد عزايج على موقع رابطة إحصائيات سباق الطريق (الإنجليزية)
- نصيرة بغداد عزايج على موقع اللجنة الأولمبية الدولية (الإنجليزية)
- نصيرة بغداد عزايج على موقع أوليمبيديا (الإنجليزية)